# 675 Людмила
675 Людмила (675 Ludmilla) — астероїд головного поясу, відкритий 30 серпня 1908 року.
Тіссеранів параметр щодо Юпітера — 3,287.